# 弗羅曼 (內布拉斯加州)
弗羅曼（英語：Vroman）是位於美國內布拉斯加州林肯縣的非建制地區。

## 歷史
弗羅曼的郵局於1887年設立，其後於1903年停運。

## 地理
弗羅曼所處的海拔為高於海平面796米（即2612英呎），而該地所採用的時區為UTC-6，即北美中部时区（CST）。同時該地設有夏令時間，為UTC-6調快一小時，即UTC-5（CDT）。